# Sumiko, Princesa Katsura
Princesa Sumiko (22 de fevereiro de 1829 - 3 de outubro de 1881) foi a terceira filha do Imperador Ninko. Sua mãe foi Kiyoko Kanroji. Ela foi a primeira filha do Imperador Ninko a sobreviver até a fase adulta, também mais dois filhos: o Imperador Komei e a Princesa Chikako (Kazu-no-miya) que são seus meio-irmãos.
Seu nome de infância é Toki-no-miya

## Biografia
Nasceu em Tóquio com o nome de Toki-no-miya e viveu até se casar na Casa Imperial do Japão, onde seu meio-irmão o Imperador Komei estava reinando.
Ela se casou com Akira Yamashina, primeiro filho de Fushimi Kuniye e de Toshiko Fujiki, Akira era meio-irmão de Kuni Asahiko (avô da Imperatriz Kojun). O casal teve um filho:
1. Kikumaro Yamashina (3 de julho de 1873 - 2 de maio de 1908)
Kikumaro andou e cresceu com a família Yamashina, como o seu pai que viveu na família Fushimi, até mudar de sobrenome.
Ela faleceu em 1881, aos 53 anos, estando sepultada em Tóquio.